# Camfranglais
Camfranglais, Francanglais, hoặc Francamglais (tính từ tiếng Pháp camerounais, français, và anglais) là một ngôn ngữ của Cameroon dựa trên tiếng lóng Pháp với sử dụng rộng rãi của các từ tiếng Anh, creole và các ngôn ngữ địa phương của Cameroon. Biệt ngữ này có thể hiểu được bởi một người nói tiếng Pháp, ngoại trừ một số thuật ngữ mượn từ tiếng Anh và ngôn ngữ khu vực của Cameroon.
Nói về Camfranglais, không cần thiết phải dùng đến việc thay thế các điều khoản một cách có hệ thống. Trong thực tế, thuật ngữ camfranglais cụ thể và thuật ngữ tiếng Pháp tương ứng có thể thay thế cho nhau.
Tiếng Pháp và tiếng Anh là ngôn ngữ chính thức của Cameroon, nhưng hơn 250 ngôn ngữ được sử dụng ở quốc gia này, khiến việc giao tiếp trở nên khó khăn nếu không có ngôn ngữ chung. Camfranglais nổi lên vào giữa những năm 70 sau khi thống nhất đất nước nói tiếng Pháp với người nói tiếng Anh nói tiếng Anh. Điểm xuất phát có thể là các chợ, cảng và sân vận động của các thành phố lớn của Cameroon. Nó đã trở thành mốt từ cuối năm 1990, trên hết nhờ vào việc sử dụng nó bởi các nhạc sĩ nổi tiếng.
Camfranglais rất phổ biến ở các trung tâm đô thị đông đúc, nơi có sự hiện diện của người nói tiếng Anh và người Pháp nói tiếng Anh rất cao. Hỗn hợp ngôn ngữ là phổ biến trong những người trẻ tuổi của đất nước, và đối thủ Creole là ngôn ngữ chung phổ biến nhất.
Camfranglais gây lo ngại cho các nhà giáo dục, những người sợ rằng biệt ngữ này có thể cản trở cả việc tiếp thu tiếng Pháp và tiếng Anh thông thường, trên thực tế là một lối tắt đến song ngữ thực sự.

## Một số từ ngữ điển hình
| Camfranglais               | Tiếng Pháp                       | Dịch sang tiếng Việt                          |
| -------------------------- | -------------------------------- | --------------------------------------------- |
| On va all back au mboa     | Nous allons tous rentrer au pays | Tất cả chúng ta sẽ về nhà                     |
| Le mbom ci est trop chiche | Ce gars est ingrat               | Người này vô duyên                            |
| Les ways fort              | Les histoires intéressantes      | Câu chuyện thú vị                             |
| Je wanda                   | Ça m'étonne                      | Nó khiến cho tôi ngạc nhiên                   |
| Il fimba à mon cousin      | Il resemble à mon cousin         | Có vẻ như anh ấy trông giống người họ của tôi |